# Dresdner Parkeisenbahn EA01
Die Lokomotive EA01 ist eine bei der Dresdner Parkeisenbahn verkehrende Elektroakkulokomotive.

## Geschichte
Die Elektrolokomotive wurde in den Jahren 1961 und 1962 im Reichsbahnausbesserungswerk Dresden der Deutschen Reichsbahn gebaut. Im Gegensatz zu vielen Liliput-Lokomotiven wurde sie nicht als verkleinerte Ausführung einer normalspurigen Lokomotive gebaut, sondern speziell für ihren Einsatzzweck bei einer schmalspurigen Liliputbahn entworfen.
Nach ihrer Fertigstellung wurde die Lokomotive 1962 zusammen mit Wagen für einen dritten Zug an die damalige Pioniereisenbahn Dresden übergeben.
Ursprünglich war das Fahrzeug mit zwei Führerständen ausgestattet, um flexibel in beide Richtungen fahren zu können. Einer der beiden wurde allerdings bereits nach kurzer Zeit wieder zurückgebaut, da er bei der Dresdner Parkeisenbahn nicht benötigt wurde. Der Raum wurde später mit zusätzlicher, ursprünglich nicht eingebauter und modernerer Technik ausgefüllt.
Die Lokomotive ist bis heute bei der Dresdner Parkeisenbahn im Großen Garten im Einsatz.

## Technik

### Antrieb
Die Elektromotoren der Lokomotive sind direkt an den Drehgestellen befestigt, sodass jede Achse direkt angetrieben wird. Die Motoren erhalten elektrischen Strom aus zwei Akkueinheiten mit einem Gesamtgewicht von 3,4 t. Diese werden außerhalb der Betriebszeiten im Lokschuppen aufgeladen, sodass sie genug Energie für den gesamten Betriebstag liefern können.

### Bremsen
Die Lokomotive hat zwei Druckluftbremsen – eine davon elektrisch gesteuert – welche auch die Bremsen der Wagen steuern, eine zusätzliche Druckluftlokbremse sowie eine Handbremse.

### Weitere technische Ausstattung
Die Signaleinrichtungen der Lokomotive umfassen Pfeife und Läutewerk. Darüber hinaus verfügt sie über Sandstreueinrichtung und Spurkranzschmieranlage.